# Cerro del Medio
El Cerro del Medio es un cerro isla ubicado en la comuna de Lo Barnechea, en la precordillera de la ciudad de Santiago, Chile. Tiene una altitud de 1011 m s. n. m. (metros sobre el nivel del mar), y una prominencia de 170 m (metros). Se encuentra a unos 5 km al norte del cerro Alvarado.

## Historia
Las primeras urbanizaciones a los pies del cerro llegaron en 1979 cuando, por su ladera norte, comenzó la construcción del Club de Golf Lomas de La Dehesa y su proyecto inmobiliario. La familia Matte, propietaria del cerro, donó el terreno a la congregación de los Legionarios de Cristo, quienes en 1999 planearon la construcción de un campus para la Universidad Finis Terrae, pero tras un fallo de la Contraloría, no se permitió la edificación, debido a que el cerro fue catalogado como área verde intercomunal.
En 2005 un vertedero de 2 hectáreas de superficie fue creado en los pies del cerro, debido a que la congregación religiosa comenzó a dejar los escombros de la construcción de los recintos deportivos del Colegio Everest, que sepultaron vegetación nativa y afectaron el cauce natural del estero Las Hualtatas. Esta situación llevó a una demanda contra los Legionarios de Cristo ante el Consejo de Defensa del Estado en 2010. El fallo, que se conoció en 2014, condenó a los Legionarios a reparar el daño ambiental provocado.
De acuerdo a la tipología del Plan Regulador Metropolitano de Santiago, gran parte del cerro isla fue catalogado como parque urbano, por lo que obliga al municipio a mantenerlo con áreas verdes y valor paisajístico, estableciendo restricciones y prohibiciones para la edificación.
En noviembre de 2024, la Municipalidad de Lo Barnechea en conjunto con la Asociación Parque Cordillera renombraron el parque homónimo como Parque Presidente Sebastián Piñera Echenique.